# Combretum adenogonium
Combretum adenogonium är en tvåhjärtbladig växtart som beskrevs av Ernst Gottlieb von Steudel och Achille Richard. Combretum adenogonium ingår i släktet Combretum och familjen Combretaceae. Inga underarter finns listade i Catalogue of Life.